# 파르네세궁

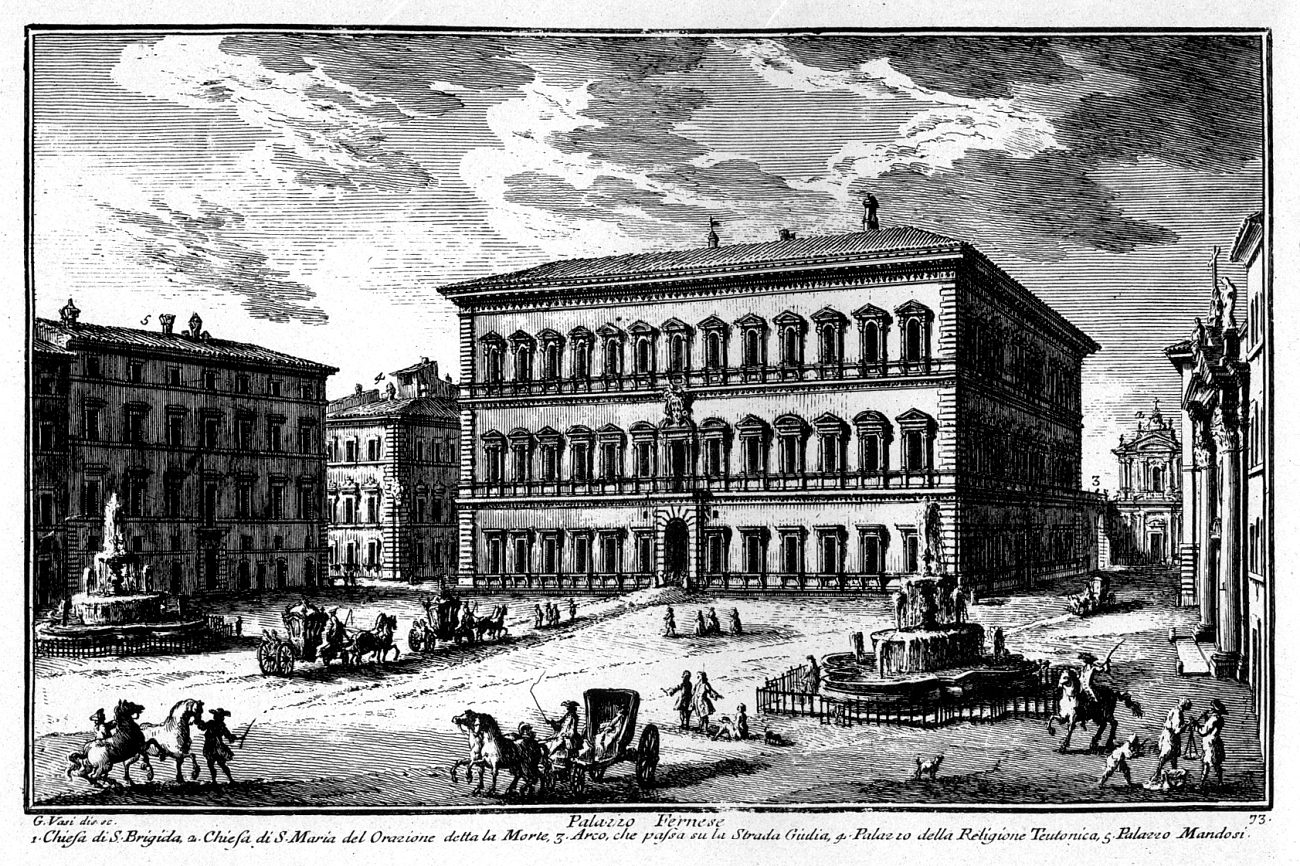
18세기 중엽 팔라초 파르네세에 대한 주세페 바시의 판화.

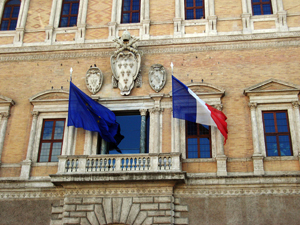
파르네세의 교황 바오로 3세의 문장

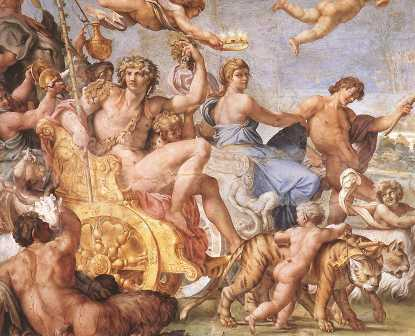
안니발레 카라치의 《바쿠스와 아리아드네의 개선》 (1596년작 파르네세 갤러리 소장).

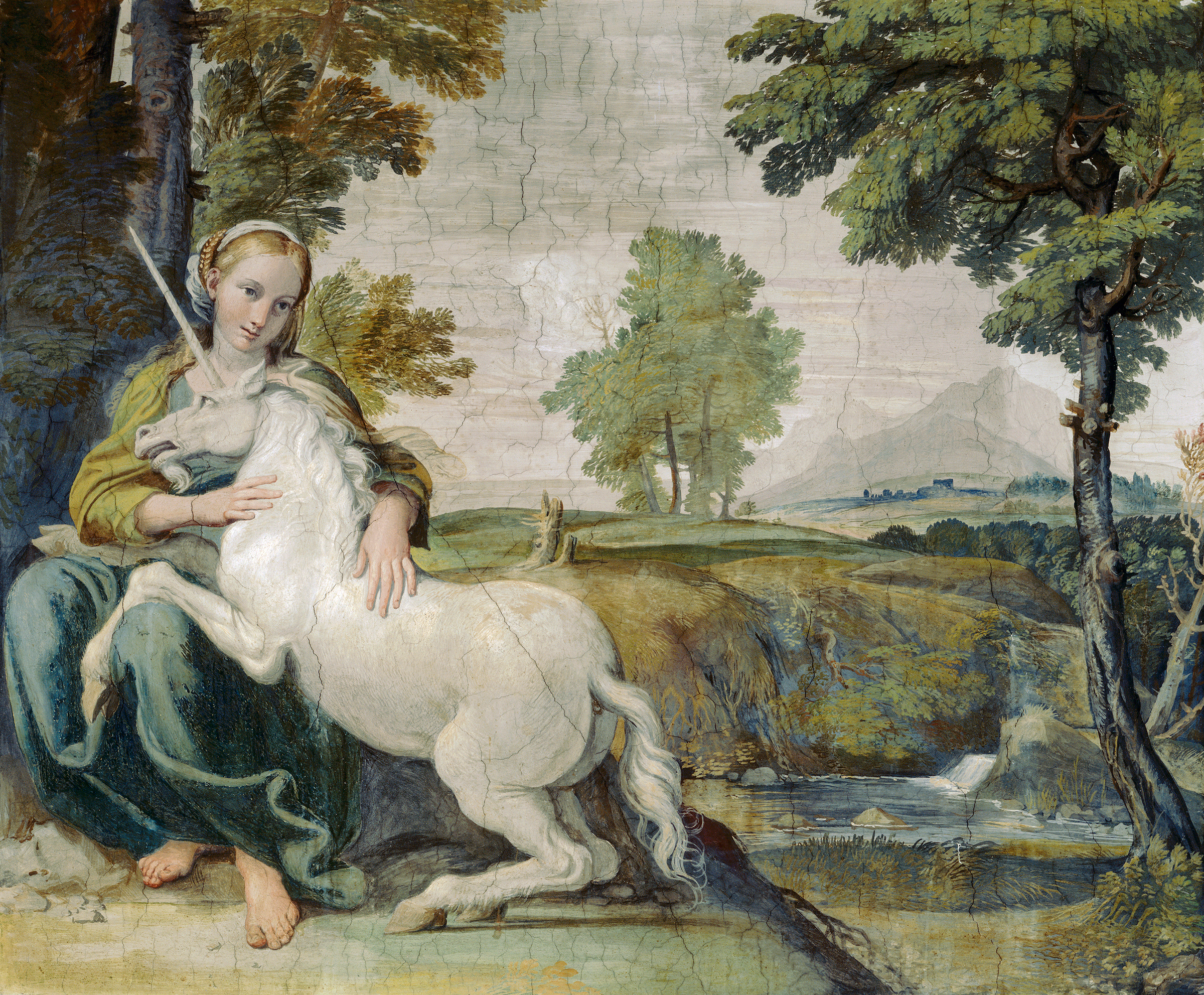
줄리아 파르네세를 묘사한, 도메니키노의 《유니콘을 안고 있는 성모》

파르네세궁(이탈리아어: Palazzo Farnese)은 로마에 위치한 성기 르네상스 시기 궁전 중 하나이다. 이탈리아 정부가 소유하고 있던 이곳은 1936년에 99년을 기간으로 프랑스 정부에 주어졌으며 현재 이탈리아 주재 프랑스 대사관으로 사용되고 있다.
1517년에 파르네세 가문을 위해 최초 설계되었던 이 건물은 1534년에 알레산드로 파르네세가 교황 바오로 3세가 되면서 안토니오 다 산갈로가 설계를 맡아 그 규모와 구상이 확대되었다. 궁전의 역사에는 미켈란젤로, 야코포 바로치 다 비뇰라, 자코모 델라 포르타 등 16세기 이탈리아의 최고 유명한 건축가들이 관여했었다.
16세기 말에, 파르네세 갤러리의 중요한 프레스코인 '신들의 사랑' 볼로냐 출신의 화가 안니발레 카라치가 그렸으며 로마 바로크 및 고전주의 등 17세기의 두 가지 다른 트렌드의 시작을 알렸다. 현재 나폴리 국립 고고학 박물관에 소장 중인 파르네세 조각 컬렉션과 나폴리의 카포디몬테 미술관에서 대부분을 소장하고 있는 그 밖의 파르네세 컬렉션 등이 이 궁전에 있었다.

## 역사

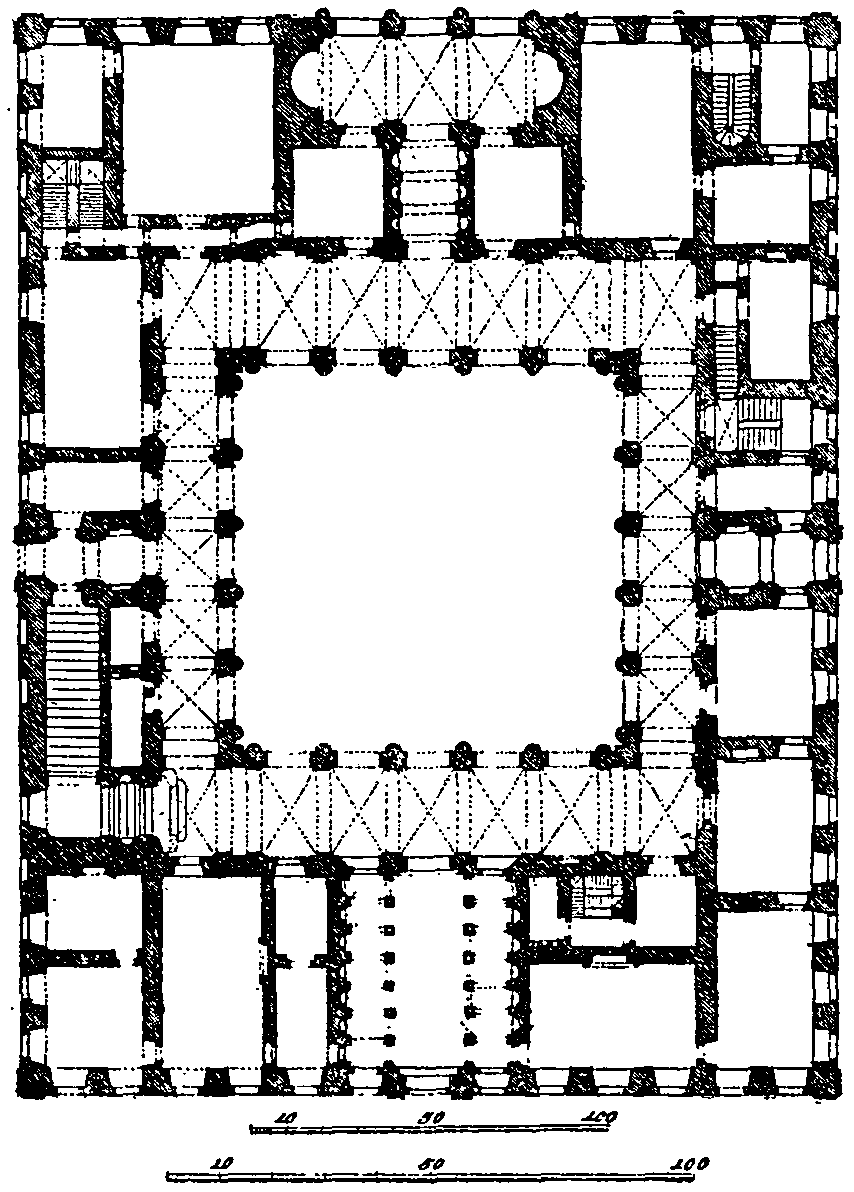
파르네세 궁전의 평면도

배니스터 플레쳐 경에 따르면 '16세기 이탈리아 궁전 중 가장 인상적인 곳'이라는, 이 궁전은 브라만테의 성베드로 대성당의 설계에 참여한 조수 중 한 명이자 주요 르네상스 건축가로 손꼽히던 안토니오 다 산갈로가 설계하였다. 착공은 1-2년간의 준비를 거쳐 1515년에 이뤄졌으며, 1493년에 25세의 나이로 추기경으로 임명됐었고 고풍스러운 생활을 살았던 알레산드로 파르네세의 의뢰를 받아 이뤄진 것이었다. 작업은 로마 약탈로 인해 지연되기도 했다.
1534년 1월 알레산드로가 교황 바오로 3세가 되자, 궁전의 규모는 대단히 증가하였고 그는 미켈란젤로를 고용하여 궁전의 재설계된 깊은 코니스가 달린 제3층과 마찬가지로 다시 손을 본 안뜰의 작업을 마치게 했다. 1534년 이후의 작업들은 알레산드로의 지위 변화를 반영했을 뿐만 아니라 카프라롤라에 위치한 파르네세 가문의 빌라 파르네세 만큼의 가문의 위세도 건축물에 반영됐다. 거대한 궁전 건축물과 그 출입구인 파사드는 파르네세 광장을 압도했다.
주 파사드의 건축적 특징들에는 피아노 노빌레 창을 덮는 삼각형 및 분절형 페디먼트, 중앙의 모접기 방식의 출입구, 미켈란젤로가 설계한 파사드의 맨 위층에 그림자가 지게 한 코니스 등이 있다. 미켈란젤로는 1541년 건축물의 중앙부 창을 다시 손보는데, 파사드에 주요 관심을 주기 위해 로마에서는 그때까지 본 적이 없었던 교황의 티아라가 달린 문장 또는 교황의 거대한 '스템마'가 위쪽에 달린 창틀을 추가하였다. 바오로 교황이 발코니에서 모습을 드러내면, 파사드 전체가 그를 위한 무대가 되는 것이었다. 처음에는 개방된 회랑이었던 안뜰은 시대에 따라 원주가 배치되는 학문적 방식(도리스, 이오니아, 코린토스 양식)으로 둘러쌌다. '피아노 노빌레' 엔태블러처는 미켈란젤로가 추가한 화환이 달린 프리즈가 달려있다.
테베레강을 마주보고 있는, 궁전의 정원에, 미켈란젤로는 혁신적인 디자인의 다리를 제안하는데, 이 다리가 완성되었다면 반대쪽 강둑에 알레산드로가 소유한 비냐 파르네세 (Vigna Farnese) 정원과 궁전을 연결하게 되며,  이 정원은 이후에 키기 가문이 소유한 인접한 저택의 일부로 통합되었다가, 1584년에 파르네세 가문이 사들여 빌라 파르네시나로 개칭되었다. 이 다리의 실현 가능성은 불확실한 가운데, 이 제안은 대담하고 혁신적인 것이었다.
16세기 기간, 카라칼라 욕장의 거대한 화강암 수반 두 개가 궁전의 얼굴 역할을 한 파르네세 광장의 분수로 쓰였다.
파르네세 궁전은 야코포 바로치 다 비뇰라를 통해 교황의 친족 추기경인 라누키오 파르네세를 위한 추가적인 개조가 개축이 이뤄졌다. 테베레강을 바라보는 자코모 델라 포르타의 포르티코가 달린 파사드가 알레산드로 파르네세 추기경의 의뢰로 시작되어 1589년에 완성되었다.
1626년 오도아르도 파르네세 추기경의 사망으로, 파르네세궁은 20년간 사실상 사람이 거주하지 않았다. 교황 측과의 카스트로 전쟁이 종전되고, 오도아르도 공작이 압수되었던 가문의 자산을 되찾을 수 있었다. 그 결과로 작성된 목록은 파르네세 궁전의 현존하는 가장 오래된 완전한 재산 목록이다.
오도아르도 사망 이후, 교황 알렉산데르 7세는 스웨덴의 크리스티나 여왕에게 몇 달간 이 궁전에 머무는 것을 허락했으나, 그녀는 '최악의 세입자'임을 증명하였다. 그녀가 파리로 떠나고 나서, 교황령 관계자들은 그녀의 제멋대로 구는 종복들이 은기, 태피스트리, 그림들을 훔친 것뿐만 아니라 불을 때우기 위해 문을 부수고 구리로 된 지붕을 뜯어낸 것을 알게 되었다.

## 내부 장식
일부 주요 공간들은 헤르쿨레스의 서사를 포함하고 있는 헤르쿨레스의 방 (Sala d'Ercole), 지도의 방 (Sala del Mappamondo), 파르네세 갤러리의 유명한 '신들의 사랑' 등 볼로냐의 화가 안니발레 카라치'가 그린 정교한 알레고리적 구성으로 이뤄진 프레스코가 그려져 있다. 그 외 방에는 다니엘레 다 볼테라와 그 외의 예술가들이 그린 프레스코화로 장식되어 있다.
수 세대에 걸쳐, 헤르쿨레스의 프레스코가 그려진 방은 '파르네세 헤르쿨레스'로 알려진 유명한 그리스-로마 시대의 앤티크 조각상을 소장했었다. 파르네세 가문의 고전 시기 조각상 컬렉션의 다른 소장품 역시도 궁전에 소장되어 있었다.
안니발레 카라치의 볼트 및 천장 프레스코 중 하나는 '갈레리아 파르네세'로 알려져 있다. Sutherland Harris에 의하면, "파르네세 갤러리의 프레스코는 옛 조각 및 건축적 근원을 한층 더 방대하게 사용하게 한 것이며, 거기다 라파엘로의 프시케 로자와 미켈란젤로의 시스티나 천장화라고 하는, 로마의 성기 르네상스의 최고 저명한 예술가들의 두 천장화에서 영감을 가져온 것이었다. 카라치는 천장을 여러 단위로 나누고 이와 더불어 중앙의 그림을 뒤받침 하는 화환, 푸토, 조각 등이 있는 액자가 달린 그림의 모음의 형태로 표현한 '콰드리 리포르타티' (quadri riportati) 기법을 도입하였다. 이 커다란 중앙의 그림은 바쿠스와 아리아드네의 개선 행렬을 묘사하고 있다. 이보다 작은 그림 두 점들이 중앙부의 그림의 위 아래에 하나씩, 수평으로 양쪽에 두 점이 스핑크스, 팬, 사티로스 등으로 채워져 배치되어 있다.

## 후대의 영향
파르네세 궁전의 설계는 이탈리아 밖의 몇몇 건물들에 영감을 주었으며 여기에는 미국 미시건의 디트로이트에 위치한 디트로이트 애슬레틱 클럽, 프랑스 엑상프로방스의 그리말디성, 미국 워싱턴 D.C.의 미국 국립 건축 박물관, 시드니의 관방청사,이집트 알렉산드리아의 방코 디 로마, 스웨덴의 스톡홀름 왕궁, 영국 리버풀의 커나드 빌딩 등이 있다. 또한 영국의 찰스 배리의 파르네세 궁전에 대한 대단한 애착은 런던의 개혁 클럽 건축물을 설계하는 데 있어 파르네세를 모델로 사용하게 하였다.

## 푸치니의 '토스카'
나폴레옹 시대의 로마를 배경으로 한 푸치니의 오페라 '토스카'에서, 여주인공이 못된 경찰 서장 스카르피아와 맞선 장소가 파르네세 궁전이었다. 파르네세궁은 파르네세 가문에서부터 나폴리의 부르봉 왕가의 국왕들이 상속하였으며, 이를 다시 1874년에 프랑스 정부가 매입하였다. 베니토 무솔리니 정부가 1936년에 이에 대한 비용을 지불했으나, 프랑스 대사관은 이탈리아 정부에 상징적 의미의 비용으로서 한 달에 1유로를 지불하면서 99년간 사용하고 있다.

## 파르네세궁의 도서관
파르네세궁은 에콜 프랑세즈 드 롬이 수집한 도서들로 이뤄진, 막대한 학술 도서관이 위치해 있으며, 특히 이탈리아와 중세 교황령의 역사 분야가 집중되어 있다. 에콜 프랑세즈 드 롬은 파르네세 궁전의 건축과, 프레스코화, 비품, 도서관, 예술품 등에 대한 문서를 최대한 출판하는 대규모 프로젝트를 시작했으며, 이를 모두 주석을 달고 색인화하여 정리했다. 첫 세 권은 다음과 같다:
- F.C. Uginet, Le palais farnèse à travers les documents financiers (Rome 1980).
- A. Chastel, Le Palais Farnèse. Ecole Française de Rome I.1 and I.2 and II (Rome 1980–82).
- F. Fossier. Le Palais Farnèse III.2. La bibliothèque Farnèse. Étude des manuscrits latins et en langue vernaculaire (Rome 1982).
- B. Jestaz, Le Palais Farnèse III.3. L'inventaire du palais et des propriéeés Farnèse à Rome en 1644 (Rome 1994)

## 대중 문화
팔라초 파르네세는 더글러스 부스가 로미오 역으로 주연을 맡고, 셰익스피어의 '로미오와 줄리엣'을 각색한 줄리언 펠로스의 2013년 '동명의 영화'의 촬영 장소로 쓰였다.